# Chelidura bolivari
Chelidura bolivari – gatunek skorka z rodziny skorkowatych i podrodziny Anechurinae.
Gatunek ten opisany został po raz pierwszy w 1878 roku przez Auguste’a D. Dubrony.
Skorek ten ma stosunkowo krępe ciało o długości od 12 do 17 mm mierzonej wraz ze szczypcami. Ubarwienie ma ciemnorudożółte lub brązowawożółte z rudopomarańczową głową oraz żółtawobrązowymi odnóżami i czułkami. Dość mała, nieco spłaszczona, dłuższa niż szeroka głowa ma słabo widoczne szwy, wklęśnięty środek tylnej krawędzi i małe, krótsze od skroni oczy. Czułki mają pierwszy człon przewężony u nasady i rozszerzony u szczytu oraz krótszy niż rozstaw czułków, drugi człon poprzeczny, a trzeci walcowaty lub prawie walcowaty i trochę dłuższy niż następny. Poprzeczne przedplecze ma ściętą krawędź przednią, mniej lub bardziej proste i ku tyłowi rozszerzone krawędzie boczne, zaokrąglone kąty tylne, prostą krawędź tylną i wyraźną bruzdę podłużną przez środek powierzchni. Pod silnie skróconymi pokrywami brak jest skrzydeł tylnej pary. Rozszerzający się ku tyłowi odwłok ma tergity czwarty i trzeci z niewyraźnymi podgięciami gruczołowymi na bokach. Silnie poprzeczny tergit ostatni ma duże zagłębienie środkowe w pobliżu krawędzi tylnej i parę tylno-bocznych wyrostków na dysku. Duże i szerokie pygidium jest ma wypukły brzeg tylny. Przysadki odwłokowe (szczypce) są u samicy smukłe, proste i pozbawione zęba u nasady. U samca silnie zakrzywione ramiona szczypiec mają część nasadową nieco spłaszczoną i zaopatrzoną w ostry, drobny, ale wyraźny ząbek, a części środkowe i wierzchołkowe walcowate. Narządy rozrodcze samca charakteryzują się szeroką płytką centralną, długimi i wąskimi paramerami zewnętrznymi o rozwartych wierzchołkach oraz bardzo długą, zaopatrzoną w pęcherzyk nasadowy virgą w płacie genitalnym.
Owad ten jest gatunkiem europejskim, endemicznym dla Półwyspu Iberyjskiego, podawanym z Hiszpanii i Portugalii.